# Dahae
Les Dahae, également connus sous les noms de Daae, Dahas, Dahes, Dahéens, Dasas ou Dases (latin : Dahae, persan : داه‍ان Dahan, grec ancien : Δάοι, Δάαι, Δαι, Δάσαι Dáoi, Dáai, Dai, Dai, Dasai, sanskrit : Dasa Dayi) sont un peuple iranien de l’Asie centrale antique. 
Les Dahae formaient une confédération de trois nations scythes : les Parni, les Xanthii et les Pissuri, qui vivaient dans une région comprenant une grande partie du Turkménistan moderne et du Nord-Est de l'Iran, ainsi, plus tardivement, que sur le pourtour de la mer Caspienne. On parle pour leur région de Dahistan, Dihistan ou Dahestan. Ils ont laissé leur nom au Dihistan, une satrapie de l'Empire perse, ainsi qu'au Daghestan.
Ils ont combattu du côté des Sakas, des Achéménides, d'Alexandre le Grand. Vers -250, ils accompagnent leur chef Arsaces contre la Parthie : il devient Arsace Ier de Parthie et fonde la dynastie des Arsacides et l'empire parthe.